# IOS 17
iOS 17 là bản phát hành chính thứ 17 của hệ điều hành iOS của Apple dành cho iPhone và là phiên bản kế nhiệm của iOS 16.
Bản phát hành được công bố vào ngày 5 tháng 6 năm 2023, trong bài phát biểu quan trọng của Hội nghị các nhà phát triển toàn cầu Apple (WWDC); bản beta đầu tiên dành cho nhà phát triển được phát hành ngay sau đó. Lần đầu tiên, người dùng có thể tải bản beta dành cho nhà phát triển chỉ bằng Apple ID; trong các bản phát hành trước, yêu cầu đăng ký nhà phát triển trả phí.
Phiên bản beta công khai đầu tiên sẽ được phát hành vào tháng 7 năm 2023 và phiên bản công khai đầu tiên sẽ được phát hành vào cuối năm nay.

## Phát triển
iOS 17 có tên mã nội bộ là Dawn. Ban đầu, Apple dự định iOS 17 là một "bản phát hành điều chỉnh" tương tự như Mac OS X Snow Leopard, cho phép họ tập trung vào kính thực tế ảo mới của mình. Tuy nhiên, một số tính năng chính đã được thêm vào trong chu kỳ phát triển.

## Tính năng

### Giao diện người dùng và tính năng hệ thống

#### Thêm nhiều hình nền tùy chỉnh
Hình nền thay đổi theo chế độ Sáng hoặc Tối. Kích cỡ phông chữ trên Màn hình khóa có thể được điều chỉnh tự do hơn. Ngoài ra còn có hình nền kính vạn hoa mới.

#### Widget tương tác (Interactive Widgets)
Các widget bây giờ có thể tương tác. Người dùng có thể bật đèn hoặc cửa chớp của ngôi nhà bằng cách nhấn vào nút tương ứng của tiện ích Trang chủ và người dùng có thể hoàn thành Hoạt động từ lời nhắc bằng cách nhấn trực tiếp vào danh sách được đặt trong tiện ích, v.v.

#### Nhật ký
Nhật ký là một ứng dụng nhật ký được mã hóa đầu cuối cho phép người dùng ghi lại các hoạt động hàng ngày của họ.

#### Cuộc gọi điện thoại
- Với Contact Posters, màn hình cuộc gọi điện thoại hiện có thể được tùy chỉnh. Tương tự như màn hình khóa được tân trang trong iOS 16, giờ đây người dùng có thể tùy chỉnh màn hình cuộc gọi điện thoại của riêng mình bằng cách thay đổi phông chữ và màu văn bản cho tên liên hệ của họ hiển thị ở trên cùng và hình ảnh liên hệ bằng hình ảnh tùy chỉnh hoặc Memoji.
- Live Voicemail cho phép người dùng đọc thư thoại trực tiếp trong khi có cuộc gọi điện thoại đến. Các cuộc gọi điện thoại giờ đây cũng có thể được chấp nhận trong khi người gọi để lại tin nhắn của họ.

#### Chế độ Standby
Chế độ chờ là một tính năng mới cho phép điện thoại chuyển sang chế độ hiển thị trong khi sạc. Chế độ chờ được bật tự động khi điện thoại đang sạc ở chế độ nằm ngang và bao gồm khả năng hiển thị thông tin trên màn hình bao gồm Live Activities, Widgets và Smart Stacks.

#### Cải thiện chế độ Focus
Thông báo im lặng : một tùy chọn mới cho thông báo ở chế độ tập trung cho phép người dùng chọn tắt tiếng thông báo Luôn luôn hoặc Khi bị chặn.

#### Cải tiến Visual Lookup
Visual Lookup giờ đây có thể nhận dạng trong ảnh các ký hiệu của các loại đèn khác nhau trong ô tô, ký hiệu trên nhãn quần áo, v.v.

#### Siri
- Giờ đây, người dùng có thể chỉ cần nói "Siri" thay vì "Hey Siri" để kích hoạt Siri bằng giọng nói.
- Giờ đây người dùng có thể nói "Hey Siri gửi tin nhắn" rồi chọn ứng dụng để sử dụng thông qua menu thả xuống. Sau lần thay đổi đầu tiên, Siri sẽ ghi nhớ lựa chọn và tăng tốc thao tác.
- Người dùng có thể yêu cầu Siri đọc một trang trong Safari.
- Khả năng tìm kiếm điều khiển từ xa Apple TV bị mất bằng Siri.

#### AirDrop
- Quá trình truyền tệp AirDrop tiếp tục qua Internet nếu thiết bị nằm ngoài tầm với.
- NameDrop : bằng cách chạm vào iPhone hoặc Apple Watch với thiết bị khác, người dùng có thể bắt đầu truyền tệp, hoạt động được chia sẻ với SharePlay hoặc trao đổi thẻ liên hệ có thể tùy chỉnh.[12]

#### Tự động sửa lỗi và dự đoán trong Bàn phím
- Khi người dùng gõ sai từ, bàn phím có thể tự động sửa từ đó. Cũng có thể hoàn tác sửa chữa bằng cách nhấn vào từ đã sửa được gạch dưới.
- Đề xuất văn bản tiên đoán trước một số khi người dùng nhập, cho phép họ thêm từ và hoàn thành câu bằng cách nhấn vào phím cách.

#### Haptic Touch nhanh hơn
Trong cài đặt thời lượng Haptic Touch là thời lượng thứ ba mới thậm chí còn ngắn hơn hai thời lượng còn lại có sẵn trên iOS 16.

#### Cải thiện khả năng tiếp cận
- Personal Voice hướng đến những người có nguy cơ mất khả năng nói và mang đến cơ hội "tạo ra giọng nói giống như họ" để giao tiếp. Nó tích hợp liền mạch với Live Speech để người dùng có thể nói bằng Giọng nói cá nhân của họ.
- Point and Speak giúp người dùng khiếm thị dễ dàng tương tác với các đối tượng vật lý có nhiều nhãn văn bản. Ví dụ: trong khi sử dụng lò vi sóng, Point and Speak kết hợp đầu vào từ ứng dụng Máy ảnh, Cảm biến LiDAR và công nghệ máy học trên thiết bị để thông báo văn bản trên mỗi nút khi người dùng di chuyển ngón tay của họ trên bàn phím.
- Truy cập hỗ trợ: đây là giao diện người dùng iOS cực kỳ đơn giản, có thể được kích hoạt từ cài đặt Trợ năng, hữu ích cho người khuyết tật nhận thức.

#### Tự động điền nâng cao trong PDF và tài liệu được quét
Nó cho phép sử dụng an toàn thông tin người dùng đã lưu từ Danh bạ để điền vào tài liệu PDF hoặc tài liệu được quét.

#### Cải tiến mạng di động
- Mạng 5G và LTE riêng tư : iOS 17 bổ sung hỗ trợ cho mạng di động riêng tư, cho phép kết nối iPhone với mạng di động 5G hoặc LTE riêng tư, sử dụng eSIM hoặc SIM vật lý đã được cung cấp riêng cho mạng đó.[13]
- Cài đặt mới cho mạng di động cho phép vô hiệu hóa số liệu thống kê sử dụng Dữ liệu mạng nếu người dùng không quan tâm đến ứng dụng nào đang sử dụng dữ liệu.

#### Cải tiến bộ nhớ iPhone
Bộ nhớ iPhone hiện hiển thị dung lượng bị chiếm dụng bởi dữ liệu được chia sẻ giữa nhiều ứng dụng từ cùng một nhà sản xuất.

### Tính năng của các Ứng dụng

#### Điện thoại
Với Contact Posters, người dùng có thể tùy chỉnh giao diện của màn hình cuộc gọi đến hiển thị cho những người dùng iPhone khác. Các tùy chọn tùy chỉnh tương tự như màn hình khóa được cải tiến của iOS 16, với khả năng chọn ảnh tùy chỉnh hoặc Memoji làm ảnh liên hệ cũng như thay đổi phông chữ và màu sắc của tên họ. Trên màn hình cuộc gọi đến, nút Thư thoại trực tiếp mới sẽ gửi cuộc gọi đến thư thoại và hiển thị bản ghi trực tiếp trên màn hình để người dùng có thể quyết định có nhận cuộc gọi hay không.
Những cải tiến khác:
- Nhạc chuông khác nhau cho mỗi SIM.
- Tăng số lượng cuộc gọi trong lịch sử cuộc gọi lên 2000.
- Người dùng có thể chọn sử dụng SIM nào để gọi tất cả các số chưa biết.
- Các nút kết thúc cuộc gọi điện thoại, tắt tiếng micrô, v.v. được đặt ở phía dưới thay vì ở giữa màn hình để dễ sử dụng hơn khi chỉ sử dụng điện thoại bằng một tay.
- Đã thêm hơn 20 nhạc chuông mới.

#### Messages
- Mọi người và các đối tượng được trích xuất từ Visual Search hiện có thể được lưu dưới dạng Hình dán động, có thể được sử dụng cho Tin nhắn.
- Check In là một tính năng mới cho phép người nhận theo dõi vị trí của họ và các dữ liệu khác, chẳng hạn như mức pin điện thoại và trạng thái dịch vụ di động, để đảm bảo rằng người gửi đến được đích đến mà họ mong muốn một cách an toàn.
- Tin nhắn có thể tạo ra một bản chép lời từ tin nhắn thoại.
- Khả năng vuốt để trả lời tin nhắn.

#### Journal
iOS 17 tích hợp một ứng dụng mới, Nhật ký, một ứng dụng viết nhật ký được mã hóa hai đầu cho phép người dùng ghi lại các hoạt động hàng ngày của họ.

#### FaceTime
- Giờ đây, hỗ trợ khả năng người gọi để lại tin nhắn video hoặc âm thanh khi người nhận không có mặt.
- Hiệu ứng phản ứng đã được thêm vào cuộc gọi FaceTime, tương tự như tính năng phản ứng trong Tin nhắn.

#### Apple Music
- Collaborative Playlist cho phép một nhóm người dùng thêm và xóa bài hát vào danh sách phát.
- Hỗ trợ làm mờ dần giữa các bài hát đã được thêm vào.
- Tác phẩm nghệ thuật album hoạt hình trong trình phát nhạc : Các album hỗ trợ tác phẩm nghệ thuật album hoạt hình giờ đây sẽ hiển thị hình động trong trình phát nhạc trên Apple Music.

#### Apple Maps
- Bản đồ hiện có thể được tải xuống để sử dụng ngoại tuyến.
- EV Routing nâng cao cho phép những người có ô tô điện xem tính khả dụng của trạm sạc trong thời gian thực.
- Tìm kiếm người theo tên : người dùng có thể tìm kiếm người trên bản đồ theo tên nếu họ đã chia sẻ vị trí của mình.

#### Safari
- Safari hiện hỗ trợ Hồ sơ để tách biệt các hoạt động duyệt Cơ quan hoặc Trường học khỏi Nhà riêng hoặc sử dụng cá nhân.
- Các trang được truy cập trong Duyệt web riêng tư hiện được bảo vệ bằng Face ID.
- Đã thêm hỗ trợ cho định dạng hình ảnh JPEG XL và HEIC.
- Listen to page cho phép người dùng nghe trang web đó dưới dạng âm thanh được iPhone đọc.

#### Reminder
Danh sách lời nhắc giờ đây có thể được sắp xếp thành các phần.

#### Máy ảnh
Ứng dụng Máy ảnh có hai cài đặt tùy chọn mới: "Cấp độ" hiển thị đường ngang chuyển sang màu vàng khi đối tượng được căn chỉnh theo đường chân trời và "Khóa cân bằng trắng" có thể tắt điều chỉnh cân bằng trắng tự động khi quay video.
Xử lý ảnh bị trì hoãn : quá trình xử lý hậu kỳ Deep Fusion được thực hiện ở chế độ nền, thay vì diễn ra cùng lúc với "ảnh chụp" và chỉ khi không sử dụng máy ảnh. Điều này đảm bảo số phiên ghi cao hơn đáng kể, không có khối màn trập, cho phép người dùng chụp ảnh mới bất kỳ lúc nào.

#### Ảnh
- Người dùng có thể tra cứu công thức nấu ăn bằng ảnh.
- Người dùng có thể sử dụng Visual Look Up trong video khi nhấn và giữ vào đối tượng nào đó.
- Nhận dạng vật nuôi: mèo và chó có thể được nhận dạng và phân loại trong danh muc mọi người.
- Giờ đây, Ảnh sẽ tự động hiển thị một nút để cắt ảnh khi phóng to ảnh.
- Tìm kiếm đối tượng trong video : Trong ô tìm kiếm, người dùng có thể gõ tên đối tượng để tìm chính xác khung hình trong video nơi đối tượng đó xuất hiện.

#### Find My
- Find My hiện cho phép chia sẻ AirTag với tối đa năm người, cho phép cộng tác liền mạch trong việc định vị các mục bị mất hoặc thất lạc.

#### Đồng hồ
Ứng dụng Đồng hồ hỗ trợ nhiều bộ hẹn giờ đồng thời.

#### Thời tiết
- Bản đồ gió đã được thêm vào.
- Ứng dụng Thời tiết hiện cho phép người dùng so sánh thời tiết hôm nay với ngày hôm qua.
- Giai đoạn mặt trăng: một phần mới hiển thị trạng thái hiện tại của mặt trăng, thời gian cho đến lần trăng tròn tiếp theo, thời gian trăng lặn và trăng mọc và lịch âm.

#### Thời gian sử dụng
Khoảng cách màn hình kiểm tra và cảnh báo người dùng nếu họ giữ iPhone quá gần mặt người dùng trong một khoảng thời gian đáng kể.

#### Sức khỏe
- Ứng dụng Sức khỏe cho phép người dùng đăng nhập và gắn nhãn tâm trạng của họ, đồng thời xem tâm trạng của họ tương quan như thế nào với các yếu tố lối sống khác nhau theo thời gian. Ứng dụng này cũng cho phép người dùng thực hiện các đánh giá tiêu chuẩn về chứng lo âu và trầm cảm.
- Người dùng có thể được thông báo nếu họ quên đăng nhập rằng họ đã dùng thuốc.
- Đã thêm bản tóm tắt kết quả đào tạo của bạn bè người dùng.

#### Shortcut
- Các lệnh liên quan đến nhiều ứng dụng khác nhau được hiển thị trong tìm kiếm Spotlight khi người dùng tìm kiếm ứng dụng đó. Ví dụ: khi tìm kiếm ứng dụng Máy ảnh, các lệnh để mở ứng dụng ở các chế độ Chụp ảnh tự sướng, Chân dung, Điện ảnh, Tua nhanh thời gian, v.v. sẽ được hiển thị.
- Nhà phát triển có thể xác định màu nền của lệnh được tạo cho ứng dụng của họ. Ví dụ: đối với ứng dụng Sách, các lệnh để mở sách hiện tại và nghe sách hiện tại sẽ xuất hiện trong hộp màu cam giống như màu của ứng dụng Sách.

#### Fitness
Apple Fitness+ có thể cung cấp cho người dùng các kế hoạch tập luyện tùy chỉnh, đặt các bài tập hoặc bài thiền để phát liên tục hoặc thay đổi riêng âm lượng nhạc và giọng nói của người hướng dẫn.

### Bảo mật và Sự riêng tư

#### Tự động điền mã xác minh nhận được trong Mail
Bạn có thể điền mã xác minh một lần nhận được trong Thư mà không cần rời khỏi Safari.

#### Dọn dẹp mã xác minh
Cài đặt mới trong Mật khẩu cho phép tự động xóa các mã xác minh nhận được trong Tin nhắn và Thư sau khi chèn bằng Tự động điền.

#### Mật khẩu tăng cường
- Mật khẩu nhóm (Shared group passwords) được chia sẻ cho phép tạo các nhóm mật khẩu để chia sẻ với gia đình và bạn bè.
- Mật khẩu đã xóa gần đây (Recently deleted passwords) cho phép khôi phục mật khẩu trong tối đa 30 ngày.

#### Cải thiện các quyền
- Cho phép ứng dụng thêm sự kiện trong ứng dụng Lịch mà không thể xem được thông tin của bạn.

#### Bảo vệ khỏi liên kết theo dõi
Nó phát hiện các tham số theo dõi người dùng được xác định trong các URL liên kết và tự động xóa chúng. Nó được bật tự động trong Mail, Messages và Safari ở chế độ duyệt web riêng tư.

#### Cảnh báo nội dung nhạy cảm
Nó phát hiện ảnh và video khỏa thân trước khi chúng được xem.

## Các thiết bị được hỗ trợ
iOS 17 yêu cầu chip A12 Bionic trở lên. Nó ngừng hỗ trợ cho các thiết bị có chip A11 Bionic: bao gồm iPhone 8, 8 Plus và iPhone X. Tuy nhiên, các thiết bị có chip A12 Bionic (iPhone XS, XS Max và iPhone XR) và chip A13 Bionic (iPhone 11, iPhone 11 Pro và 11 Pro Max và iPhone SE (thế hệ thứ 2)) có sự hỗ trợ hạn chế so với các thiết bị có chip A14 Bionic hoặc mới hơn, tất cả đều được hỗ trợ đầy đủ.
- iPhone XS và iPhone XS Max
- iPhone XR
- iPhone 11
- iPhone 11 Pro và iPhone 11 Pro Max
- iPhone SE (thế hệ thứ 2)
- iPhone 12 và iPhone 12 Mini
- iPhone 12 Pro và iPhone 12 Pro Max
- iPhone 13 và iPhone 13 Mini
- iPhone 13 Pro và iPhone 13 Pro Max
- iPhone SE (thế hệ thứ 3)
- iPhone 14 và iPhone 14 Plus
- iPhone 14 Pro và iPhone 14 Pro Max
- iPhone 15 và 15 Plus
- iPhone 15 Pro và 15 Pro Max

iPhone SE (thế hệ thứ 2 và thứ 3) là thiết bị duy nhất được hỗ trợ có nút home.

## Lịch sử phát hành
Bản beta dành cho nhà phát triển đầu tiên của iOS 17 được phát hành vào ngày 5 tháng 6 năm 2023. Không giống như những năm trước, chương trình beta dành cho nhà phát triển mở cho bất kỳ ai có tài khoản Nhà phát triển Apple miễn phí mà không yêu cầu đăng ký.
|  | Bản phát hành trước đó |  | Bản phát hành hiện tại |  | Phiên bản beta hiện tại |  | Bản cập nhật bảo mật |

| Phiên bản | Bản dựng      | Ngày phát hành       | Ghi chú phát hành                                                                                       |
| --------- | ------------- | -------------------- | --- |
| 17.0      | 21A326 21A327 | 22 tháng 9 năm 2023  | Bản phát hành đầu tiên cho iPhone 15 và 15 Pro                                                          |
| 17.0      | 21A329        | 18 tháng 9 năm 2023  | Ghi chú phát hành Developer Documentation Tất cả các mẫu ngoại trừ iPhone 15 và 15 Pro                  |
| 17.0      | 21A331        | 18 tháng 9 năm 2023  | Chỉ riêng iPhone 15 và 15 Pro                                                                           |
| 17.0.1    | 21A340        | 21 tháng 9 năm 2023  | Ghi chú phát hành Nội dung bảo mật Tất cả các mẫu ngoại trừ iPhone 15 và 15 Pro                         |
| 17.0.2    | 21A350        | 21 tháng 9 năm 2023  | Ghi chú phát hành Chỉ riêng iPhone 15 và 15 Pro                                                         |
| 17.0.2    | 21A351        | 26 tháng 9 năm 2023  | Ghi chú phát hành Tất cả các mẫu ngoại trừ iPhone 15 và 15 Pro                                          |
| 17.0.3    | 21A360        | 4 tháng 10 năm 2023  | Ghi chú phát hành Nội dung bảo mật                                                                      |
| 17.1      | 21B74         | 25 tháng 10 năm 2023 | Ghi chú phát hành Nội dung bảo mật Developer Documentation Tất cả các mẫu ngoại trừ iPhone 15 và 15 Pro |
| 17.1      | 21B80         | 25 tháng 10 năm 2023 | Chỉ riêng iPhone 15 và 15 Pro                                                                           |
| 17.1.1    | 21B91         | 7 tháng 11 năm 2023  | Ghi chú phát hành                                                                                       |
| 17.1.2    | 21B101        | 30 tháng 11 năm 2023 | Ghi chú phát hành Nội dung bảo mật                                                                      |
| 17.2      | 21C62         | 11 tháng 12 năm 2023 | Ghi chú phát hành Nội dung bảo mật                                                                      |
| 17.2.1    | 21C66         | 19 tháng 12 năm 2023 | Ghi chú phát hành                                                                                       |
| 17.3      | 21D50         | 22 tháng 1 năm 2024  | Ghi chú phát hành Nội dung bảo mật                                                                      |
| 17.3.1    | 21D61         | 8 tháng 2 năm 2024   | Ghi chú phát hành                                                                                       |
| 17.4      | 21E219        | 5 tháng 3 năm 2024   | Ghi chú phát hành Nội dung bảo mật                                                                      |
| 17.4.1    | 21E236        | 21 tháng 3 năm 2024  | Ghi chú phát hành Nội dung bảo mật                                                                      |
| 17.4.1    | 21E237        | 26 tháng 3 năm 2024  | |
| 17.5      | 21F79         | 13 tháng 5 năm 2024  | Ghi chú phát hành Nội dung bảo mật                                                                      |
| 17.5.1    | 21F90         | 20 tháng 5 năm 2024  | Ghi chú phát hành                                                                                       |
| 17.6      | 21G80         | 29 tháng 7 năm 2024  | Ghi chú phát hành                                                                                       |
| 17.6.1    | 21G93         | 7 tháng 8 năm 2024   | Ghi chú phát hành                                                                                       |